# 坂井律子
坂井 律子（さかい りつこ、1960年 - 2018年11月26日）は、日本のテレビディレクター、ノンフィクション作家。

## 略歴
1960年生まれ。1985年に東京大学文学部卒業後、NHK入局。札幌放送局、東京の番組制作局のディレクター、プロデューサーとして、福祉、医療、教育などの番組に携わる。特に出生前診断の問題については、番組制作のみならず、共著を含む数冊の著作を執筆。NHK放送文化研究所主任研究員などを経て、制作局青少年・教育番組部専任部長。2014年6月より山口放送局長、2016年4月より編成局主幹（総合テレビ編集長）。
2016年に膵癌への罹患が判明、2018年11月26日逝去。癌患者として、またジャーナリストとしての自らの経験と知見を書き綴り、逝去後の2019年2月、岩波新書『〈いのち〉とがん』として出版された。

## 著書
- 『ルポルタージュ出生前診断―生命誕生の現場に何が起きているのか?』1999年 NHK出版 ISBN 9784140804322
- 『いのちを選ぶ社会-出生前診断のいま』2013年 NHK出版 ISBN 9784140816226
- 岩波新書『〈いのち〉とがん　患者となって考えたこと』2019年 岩波書店 ISBN 9784004317593

## 共著書
- 『つくられる命　AID・卵子提供・クローン技術』（春日真人との共著）2004年 NHK出版 ISBN 9784140808757
- 『出生前診断受ける受けない誰が決めるの？ 遺伝相談の歴史に学ぶ』（山中美智子・玉井真理子との共編著）2017年 生活書院 ISBN 9784865000740